# Контролер пам'яті
Контролер пам'яті — це цифрова схема, яка керує потоками даних між обчислювальною системою та оперативною пам'яттю. Він може бути окремою мікросхемою або бути інтегрованим у складнішу мікросхему, наприклад, у північний міст, мікропроцесор або систему на кристалі.

## Задачі
Контролер пам'яті виконує низку важливих завдань, зокрема:
- Виконує всі необхідні сигнали керування для доступу до ОЗП, включаючи адреси, дані та сигнали синхронізації.
- Оновлює таблицю сторінок, яка використовується для перекладу віртуальних адрес в ОЗП у фізичні адреси.
- Відстежує стан ОЗП, включаючи те, які банки пам'яті використовуються та які доступні.
- Виявляє та виправляє помилки в ОЗП.

## Історія та розвиток
У перших комп'ютерах керування пам'яттю було примітивним, завдання виконував центральний процесор (ЦП). Зростання обсягів ОЗП призвело до розробки спеціалізованих мікросхем для керування пам'яттю — контролерів пам'яті. З розвитком технологій з'являлися нові типи пам'яті, такі як DRAM, що потребували складніших контролерів з алгоритмами регенерації та виправлення помилок. Одним з ключових напрямків розвитку контролерів пам'яті стало збільшення пропускної здатності. Це досягалося переходом до DDR-SDRAM, дво- та триканальної архітектури пам'яті, а також інтеграцією контролера в CPU.

## Типи контролерів пам'яті
Одноканальні контролериНайпоширеніший тип, використовується в системах початкового та середнього рівня, пропонуючи доступ до одного каналу ОЗП.
Двоканальні контролериЗабезпечують доступ до двох каналів ОЗП, значно збільшуючи пропускну здатність пам'яті, що робить їх кращим вибором для програм, що потребують інтенсивного використання ОЗП.
Триканальні контролериПокращують двоканальну конфігурацію, пропонуючи доступ до трьох каналів ОЗП, що може бути корисним для ресурсомістких задач та серверних систем.
Чотириканальні контролериНайдорожчий тип, але й найпродуктивніший, пропонуючи доступ до чотирьох каналів ОЗП та забезпечуючи максимально можливу пропускну здатність пам'яті, що підходить для високопродуктивних систем та криптографії.